# Halloween (película de 2018)
Halloween (también conocida como Halloween 2018 y titulada en España como La noche de Halloween) es una película estadounidense de slasher dirigida por David Gordon Green y escrita por Green y Danny McBride. Es la undécima entrega de la franquicia de Halloween. Cuenta como una secuela de la película original y semi reboot de la saga. El cocreador de la franquicia John Carpenter se desempeña como productor ejecutivo y asesor creativo para la película, distribuida por Universal Pictures, su primera participación en la franquicia de Halloween desde la película de 1982 Halloween III: Season of the Witch.
El argumento sigue a una Laurie Strode postraumática que se prepara para enfrentarse a Michael Myers en un enfrentamiento final la noche de Halloween, cuarenta años después de que ella sobreviviera a su matanza.
Después del estreno de la película Halloween II de Rob Zombie, una secuela del remake de la película en 2007, dos seguimientos consecutivos entraron en desarrollo de la extitular de los derechos Dimension Films, respectivamente, pero ninguno consiguió llegar a buen término. Como resultado, la compañía perdió los derechos, que luego obtuvo Blumhouse Productions con la participación de John Carpenter. Carpenter, que no estaba de acuerdo con la versión del remake del asesino principal, quería que la próxima película de Halloween fuera mucho más terrorífica que las secuelas anteriores. Los cineastas David Gordon Green y Danny McBride, admiradores suyos, propusieron su visión a Blumhouse y a Carpenter. Fue aceptado y desarrollado en una continuación directa del original, con Jamie Lee Curtis a bordo para repetir su papel de Laurie nuevamente. Las filmaciones comenzaron el 13 de enero de 2018 en Carolina del Sur. La película fue estrenada mundialmente el 19 de octubre de 2018. 
La película recibió críticas generalmente positivas, la consideraron que era tanto la mejor secuela de Halloween como un regreso mejorado de la franquicia, y el desempeño de Curtis fue elogiado. La película recaudó alrededor de $255 millones de dólares, lo que la convierte en la película de mayor recaudación de toda la franquicia.

## Argumento
Cuatro décadas después de los asesinatos de 1978, el 29 de octubre de 2018, en Haddonfield, Illinois, los reporteros sobre el crimen Aaron Korey y Dana Haines, viajan al Hospital de Rehabilitación Smith's Grove (anteriormente Sanatorio Smith's Grove) para entrevistar a Michael Myers y su doctor, el Dr. Ranbir Sartain, antes de que Michael sea transportado a un nuevo lugar. Su intención de obtener una respuesta a las acciones pasadas de Michael no tiene éxito. Aaron y Dana luego llegan sin previo aviso a la casa muy fortificada y vigilada de Laurie Strode. A pesar de intentar sobornarla para una entrevista, Laurie los echa a los dos. Desde entonces, desarrolló TEPT y pasó los últimos cuarenta años preparándose para el regreso de Michael.
La noche siguiente, se produce un choque en el transporte que llevaba a Michael y a los otros presos, aparentemente Michael ha matado al conductor. Un padre y su hijo llegan a la escena conduciendo un camioneta, y cuando el padre deja a su hijo para revisar si hay algún sobreviviente, es asesinado por Michael. Tras esto, Sartain es herido con un rifle por el niño que buscaba a su padre en medio del accidente al ver que este no regresaba, pero cuando regresa a la camioneta para ir a un lugar para pedir ayuda, súbitamente, Michael aparece por detrás de él y lo estrangula, matándolo en el proceso y roba la camioneta. A la mañana siguiente, en una gasolinera, Michael recupera la máscara y asesina a Aaron, Dana, un mecánico y un empleado, para luego regresar a Haddonfield. Laurie intenta advertir a su hija Karen y su esposo del escape de Michael, pero ellos descartan sus preocupaciones.
En la noche de Halloween, Allyson, la hija de Karen y nieta de Laurie, encuentra a su novio Cameron engañándola con otra joven y aunque Cameron intenta aclarar el malentendido, Allyson lo abandona. Por otro lado, Michael continúa su ola de asesinatos en un suburbio de Haddonfield, asesinando a Vicky (la mejor amiga de Allyson), a su novio Dave y a varios vecinos, pero se ve obligado a retirarse cuando Laurie y el agente Frank Hawkins le abren fuego. Laurie convence a Karen y a su esposo Ray para que busquen protección en su casa en el bosque.
Allyson se encuentra con Michael poco después de que este matara a Oscar, el mejor amigo de Cameron. Ella es rescatada por Hawkins y Sartain, quien ahora trabaja con la policía local. Después de localizar a Michael, Hawkins lo impacta con su vehículo. Sartain, obsesionado con las enigmáticas motivaciones de Michael, apuñala a Hawkins antes de que él pueda asesinar a Michael y secuestra a Allyson, con la esperanza de crear un conflicto en la casa de Laurie entre su familia y Michael para descifrar la verdadera naturaleza de este último. Sartain le revela además que saboteó el transporte penitenciario para que Michael finalmente pueda escapar. Michael recupera la conciencia y mata a Sartain, así como a dos policías que fueron testigos del asesinato, mientras que Allyson huye hacia el bosque.
Michael llega a la casa fortificada de Laurie y mata a Ray. Karen escapa a un sótano subterráneo y Laurie pasa a la ofensiva. Michael irrumpe en la casa y elude a Laurie. Allyson tropieza dentro y entra en el sótano, donde encuentra a su madre. Aunque Michael las encuentra, Laurie y Karen lo emboscan, lo encierran dentro del sótano e incendian la casa gracias a un gas inflamable. Laurie, Karen y Allyson se abrazan, escapando en la parte trasera de una camioneta. Se muestra una última toma del sótano en llamas, sin Michael a la vista.
Al final de los créditos, se escucha la respiración de Michael, lo que indica que puede haber sobrevivido.

## Elenco y personajes
- Jamie Lee Curtis como Laurie Strode, la única superviviente de la matanza original de Michael en Halloween.[6] Curtis aceptó participar en la película al enterarse de que la secuela sería como un reinicio de la franquicia y tras haber leído el guion de McBride y Green.[7]
- Judy Greer como Karen Nelson, la hija de Laurie Strode que tiene una relación disfuncional con su madre.[8] Danielle Harris, que interpretó a la primera hija de Strode, se había ofrecido para participar en la película, pero Greer fue contratada en su lugar.[9]
- Andi Matichak como Allyson Nelson, la nieta de Laurie e hija de Karen, quien a diferencia de su madre, se entiende mejor con su abuela.[8] La película es descripta como una recapitulación de Halloween a través de los ojos de Allyson.[10]
- Will Patton como Hawkins, un oficial de policía en Haddonfield y un conocido de Strode.[8]
- Virginia Gardner como Vicky, la mejor amiga de Allyson y también una niñera en Haddofield.
- Nick Castle y James Jude Courtney como Michael Myers, un asesino serial que tras haber matado a tres adolescentes la noche de Halloween en 1978 fue atrapado y encerrado en un manicomio. La película marca la primera vez en la franquicia desde la original en la que Castle actúa como Michael,[11] Courtney es quien interpreta al personaje la mayor parte del film, mientras que Castle hace un cameo y comparte algunas escenas.[12]
- Toby Huss como Ray Nelson, el esposo de Karen y padre de Allyson.
- Jefferson Hall como Aaron Korey, un reportero británico que está haciendo un documental sobre Michael Myers.
- Rhian Rees como Dana Haines, una reportera británica y compañera de Aaron con quien realiza un documental sobre Michael Myers.
- Miles Robbins como Dave, el novio de Vicky y amigo de Allyson.
- Dylan Arnold como Cameron Elam, el novio de Allyson.
- Drew Scheid como Oscar
- Omar J. Dorsey como el Sheriff Barker
- Rob Niter como el oficial Walker
- Jibrail Nantambu como Julian, un niño bajo el cuidado de Vicky.
- Haluk Bilginer como el Dr. Ranbir Sartain, el psiquiatra de Michael que ha relevado al Dr. Loomis.
- Nick McKeever como el oficial Keeve

## Producción

### Desarrollo

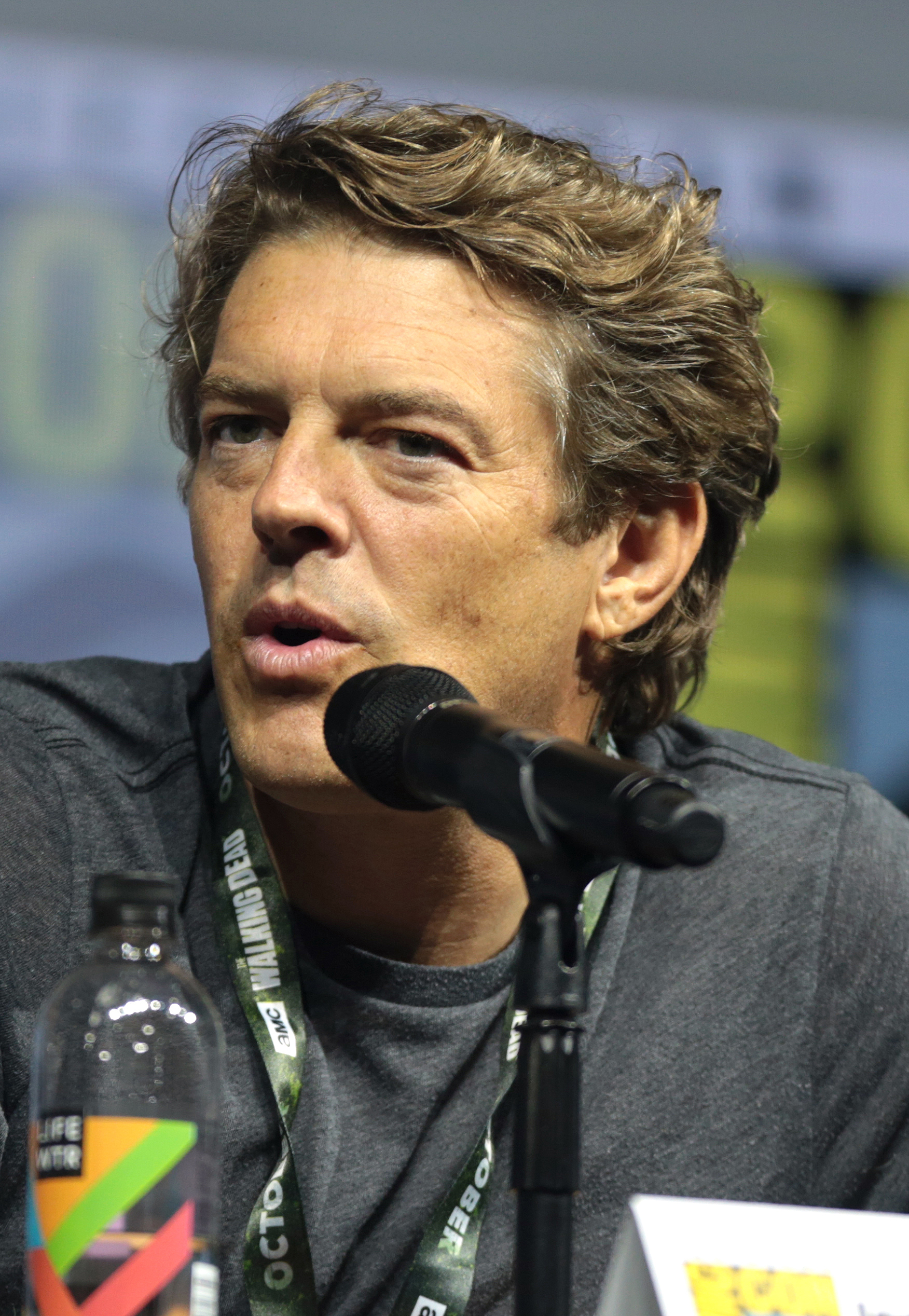
El productor Jason Blum.

En 2011, se anunció que una secuela de Halloween II, de 2009, titulada Halloween 3D, se lanzaría el 26 de octubre de 2012. Al momento del anuncio, no había un director o escritor adjunto al proyecto. Originalmente, Patrick Lussier y Todd Farmer fueron elegidos como escritores, pero abandonaron debido a su trabajo en el remake de Hellraiser. La película continuaría donde quedó el marco final de su predecesor, y rendiría homenaje a la versión original de Michael Myers de la película de 1978. Se eliminó de su calendario de lanzamiento el 26 de octubre de 2012, ya que no se había realizado ningún progreso.
En febrero de 2015, se informó que Patrick Melton y Marcus Dunstan estarían escribiendo una nueva película de Halloween, descrita como una «recalibración» en lugar de un reboot, junto con la producción de Malek Akkad y Matt Stein. El 15 de junio de 2015, se informó, además, que The Weinstein Company estaba avanzando con otra secuela de Halloween, tentativamente titulada Halloween Returns con Dunstan dirigiendo. Hubiera sido una película independiente para reintroducir a Michael Myers a las audiencias, años después de Halloween (1978) y Halloween II (1981), ya que fue confrontado por una nueva generación de víctimas mientras estaban en el corredor de la muerte. El 22 de octubre de 2015, el productor Malek Akkad reveló que la producción de Halloween Returns había sido pospuesta, afirmando que el tiempo extra daría como resultado una mejor película. Malek dijo al respecto: «Aunque tengo que decir, y esta es una noticia algo nueva, pero lamentablemente las cosas suceden en Hollywood, donde tienes problemas con los estudios y las diferentes variables. Hemos tenido que dar un paso atrás y ahora estamos tratando de volver a figurar a esta bestia que es el nuevo Halloween. Así que hay un poco de retraso, pero este nuevo Halloween no va a ser exactamente lo que se ha anunciado y lo que la gente está esperando, así que también estamos haciendo algunos cambios allí». En diciembre de 2015 se anunció que Dimension Films ya no tenía los derechos sobre Halloween, y la franquicia después de Halloween Returns no pudo entrar en producción según lo programado. La cancelación de la película se confirmó al mismo tiempo. Los derechos luego volvieron a Miramax.
El 24 de mayo de 2016, se anunció que Blumhouse Productions y Miramax estaban cofinanciando una nueva película en la franquicia. El CEO de Blumhouse, Jason Blum, calificó a la película original como un hito que había influido en la compañía para comenzar a hacer películas de terror: «El gran Malek Akkad y John Carpenter tienen un lugar especial en los corazones de todos los fanáticos del género y estamos muy emocionados de que Miramax se nos haya unido», afirmó Blum. Los derechos fueron específicamente para Miramax y Tarik Akkad, quienes buscaron a Blum debido a su éxito como productor de películas de terror.

### Casting
En septiembre de 2017, Jamie Lee Curtis confirmó que volvería a interpretar su papel de Laurie Strode. En contraste con el papel de chica final del personaje en la película original, Laurie se armó y preparó ampliamente en el período entre películas en caso de que Michael Myers regresara. Aunque Halloween II y sus últimas entregas han retratado a Michael Myers como un asesino de familias y Laurie como su hermana, los escritores consideraron que el motivo adicional hacía que Myers fuera menos aterrador como asesino. Como tal, ignoraron intencionalmente ese aspecto de la tradición. En el tráiler de la película, la nieta de Strode, interpretada por Andi Matichak, explica cómo su vida se ha visto afectada por el reinado de terror de Michael 40 años antes. Cuando un amigo insinúa que escucharon que Michael era el hermano de Laurie, el personaje de Matichak responde: «No, no es su hermano, eso fue algo que la gente inventó». Originalmente no sabían si Curtis estaría dispuesta a regresar, según McBride, por lo que «nos rompimos el trasero en este guion para realmente convertir el personaje de Laurie Strode en algo a lo que no podría decir que no». Sobre el motivo por el que ella regresó, Curtis dijo: «Tan pronto como leí lo que David Green y Danny McBride habían encontrado [...] y la forma en que conectaron los puntos de la historia, tuvo tanto sentido para mí que me pareció totalmente apropiado regresar a Haddonfield, Illinois, para otro recuento del 40 aniversario. Es la historia original de muchas, muchas, muchas maneras. Acabo de volver a contarla 40 años después con mi nieta». Curtis había regresado anteriormente como Laurie en las secuelas de Halloween II (1981), Halloween H20: 20 Years Later, y Halloween: Resurrection. El siguiente octubre, Judy Greer entró en negociaciones para interpretar a la hija de Laurie, Karen Nelson. Danielle Harris, que interpretó a la hija de Laurie (Jamie Lloyd) en Halloween 4 y Halloween 5 de la continuidad original, contactó a Blumhouse con la oferta de retomar su papel de alguna forma, pero el estudio supuestamente quería una personaje diferente para la hija, para decepción de Harris y ciertas publicaciones de terror. «No me pareció mal cuando tenía un hijo… pero están diciendo que es la última y… ella tiene una hija. Y no es Jamie. Es un poco desanimador, supongo», afirmó Harris. Más tarde saldría a la luz que, en efecto, Jamie era la hija de Laurie en las versiones iniciales del guion. El 7 de diciembre de 2017, Andi Matichak fue elegida para interpretar a la nieta de Laurie, Allyson Nelson. El 20 de diciembre de 2017, se anunció que Nick Castle, quien interpretó a Michael Myers en la película original, volvería a interpretar su papel, con el actor y doble de acción James Jude Courtney para interpretar a Myers también. El 13 de enero de 2018, se confirmó que Ginny Gardner, Miles Robbins, Dylan Arnold y Drew Scheid interpretarían a los amigos de Allyson. El 16 de enero de 2018, Will Patton fue elegido para unirse a la película. Más tarde se le unió Rob Niter, y ambos actores fueron anunciados para retratar a oficiales de policía. Al mismo tiempo, Rhian Rees fue elegida para interpretar a Dana. Hablando del reparto, Nick Castle afirmó que "lo que me gusta de esta (nueva película) es que tienen algunos actores jóvenes realmente buenos. Ellos dieron cuerpo a la relación del personaje de Jamie con su hija y su nieta. Y tomaron algunas decisiones que creo que son opciones realmente audaces sobre quiénes son estas personas y por qué son como son ahora."

### Rodaje
La fotografía principal comenzó el 13 de enero de 2018 en Charleston, Carolina del Sur. Originalmente, estaba programado que la filmación comenzara a finales de octubre de 2017, pero se retrasó hasta enero de 2018. Michael Simmonds realizó funciones cinematográficas, con Paul Daley y Stewart Cantrell operando la cámara. Según Danny McBride, el horror de la película apunta a crear una sensación de tensión y temor ante el público en lugar de confiar en la violencia gráfica. El maquillaje y los efectos visuales fueron proporcionados por Christopher Nelson. Jamie Lee Curtis terminó sus escenas el 16 de febrero de 2018, con la fotografía principal restante concluyendo el 19 de febrero de 2018. La respuesta a la primera prueba de proyección de la película llevó a los cineastas a programar nuevos rodajes a partir del 11 de junio de 2018. La filmación tuvo lugar una vez más en Charleston.
Courtney tuvo una semana de ensayo antes de que comenzara la filmación. Nelson usó un molde del rostro de Courtney para construir la máscara de Michael Myers, además de otras prótesis usadas por el actor. La máscara se desgastó y envejeció para reflejar la «evolución auténtica» del personaje desde la versión original. Courtney participó en todas las escenas de Myers, incluidas las de Nick Castle, que solo participó por una cantidad mínima de escenas, que Castle describió a los reporteros en el set como una aparición especial: «Jim es nuestro Michael Myers ahora». Castle expresó que era intención de los cineastas mantener la atmósfera del original y que, al igual que la película de 1978, «es muy centrado en el vecindario... Hay muchas coincidencias (en la nueva película) que parecen formas ingeniosas de introducir una especie de déjà vu de la primera, sin sentir que se está copiando. Fue lo primero que salió de sus bocas realmente: 'Queremos hacerlo como John lo hizo'».
Nelson acompañó a Courtney durante el rodaje, proporcionándole consejos de interpretación de su propio conocimiento de los personajes de la franquicia de Halloween. Nelson había sido entrevistado y examinado para la película por Akkad y Green después de una conversación con el productor de Blumhouse Ryan Turek, con quien ya estaba familiarizado. En colaboración con el artista de efectos de maquillaje Vincent Van Dyke, algunos de sus diseños y conceptos fueron inicialmente rechazados debido a complicaciones legales, que luego se enderezaron cuando comenzó su trabajo en la película. En lugar de tratar de copiar el diseño de la máscara original, simplemente intentó recapturar lo que describió como el «sentimiento» visual de la misma. Debido a que la película se establece cuarenta años después de los eventos del original, estudió la descomposición y arrugas de varias máscaras de cuarenta años con el tiempo mientras esbozaban su visión de Myers: «No estás creando solo una máscara. Estás creando una sensación que obtienes que tiene una expresión. Pero también la máscara se ve completamente diferente en todos los ángulos en los que ha sido fotografiada, y yo también quería esa sensación». Courtney fue contratado después de que Nelson le aconsejó a Green que no eligiera a un doble de acción en el papel, quien se sintió aliviado de que Courtney se ajustara a su propia visión de la fisicidad de Myers.

### Música
Después de proporcionar previamente el score para Halloween (1978), Halloween II (1981), y Halloween III: Season of the Witch (1982), John Carpenter confirmó, en octubre de 2017, que había hecho un trato para unirse a la película. En cuanto a su versión de la continuación, dijo: «Hay muchas opciones. Consultaré con el director para ver qué siente. Podría crear un nuevo score, podríamos actualizar el antiguo score y amplificarlo, o podríamos combinar esas dos cosas. Tendré que ver la película para ver lo que requiere».
Al final de los créditos, se puede escuchar el tema "Close to me", de Heavy Young Heathens mismo que fue compuesto por John Carpenter, Jaime Lee Curtis, Aron Michel Marderosian y Robert J. Marderosian.
El 26 de octubre de 2018, días después del estreno de la cinta, fue editado una versión del tema clásico de Halloween, ejecutado por Trent Reznor y Atticus Ross, que fue titulado John Carpenter's Halloween (2018 Version). Fue editado en dos tipos diferentes de vinilo, uno en color negro y empaque del mismo color, y el otro en funda blanca con el disco en naranja, además de ponerse disponible en diversos servicios de streaming y su venta en diferentes formato por medio de Bandcamp. Este tema no salió dentro de la película o como parte del score oficial.
Al respecto de esta versión, Trent Reznor publicó lo siguiente: “RECUERDO CLARAMENTE A MIS AMIGOS Y A YO A LOS 13 AÑOS ENGAÑAR A NUESTROS PADRES PARA QUE NOS DEJARAN VER HALLOWEEN CUANDO SALIO EN 1978. SALIMOS DEL TEATRO CAMBIADOS PARA SIEMPRE. ESTÁBAMOS DAÑADOS Y CON CICATRICES, CON LA MIERDA GENUINAMENTE ASUSTADA FUERA DE NOSOTROS Y ESE TEMA ESTABLECIDO FIRMEMENTE EN NUESTRAS CABEZAS. JOHN CARPENTER, ES TU CULPA QUE ME RESULTE COMO LO HICE”.

## Lanzamiento
Halloween tuvo su estreno mundial en el Festival Internacional de Cine de Toronto el 8 de septiembre de 2018, como parte de su sección Midnight Madness. La película fue estrenada oficialmente el 19 de octubre.

### Marketing
La convención cinematográfica CinemaCon estrenó material exclusivo de la película el 25 de abril de 2018, con reacciones positivas de los que asistieron. La película tuvo una presentación en el San Diego Comic-Con en el Hall H el 20 de julio de 2018, en la que participaron Jamie Lee Curtis, David Gordon Green, Malek Akkad y Jason Blum. Durante el panel, que presentó una escena extendida y un tráiler, Curtis discutió cómo la película se relaciona con el movimiento Me Too, describiéndolo como una película sobre «traumas», afirmando: «[Laurie] retoma su narrativa. Ella ha cargado el trauma y el trastorno de estrés postraumático de alguien que fue atacado [...] Y llega un punto en el que dices, no soy una víctima. Y esta es una persona que ha estado esperando 40 años [para la oportunidad]».

### Merchandising
Trick or Treat Studios obtuvo los derechos oficiales de licencia de vestuario para la película. Tanto Nelson como Vincent Van Dyke se unieron a su equipo de diseño, que utilizó herramientas del molde de la máscara de Michael Myers, que se utiliza en la pantalla, para adaptarlo a la venta en el mercado masivo.

## Recepción
En el sitio web Rotten Tomatoes, la película tiene un índice de aprobación de 79% basado en 297 reseñas, con una calificación promedio de 6.8/10. El consenso crítico del sitio dice: «Halloween borra en gran medida la pizarra después de décadas de secuelas decepcionantes, ignorando la mitología cada vez más elaborada en favor de básicos – pero aún así efectivos – ingredientes». En el sitio web Metacritic, la película tiene un puntaje promedio ponderado de 67 sobre 100, basado en 51 reseñas, que indican «críticas generalmente favorables». Las audiencias encuestadas por CinemaScore dieron a la película una calificación promedio de «B+» en una escala de A+ a F, la misma puntuación que obtuvo Halloween: Resurrection. PostTrak informó que los espectadores le dieron una puntuación positiva de 75% y 65% de «recomendación definitiva», y el monitor de medios sociales RelishMix observó una respuesta «positiva» a la película en línea.

## Secuelas
En junio de 2018, McBride confirmó que él y Green originalmente tenían la intención de lanzar dos películas que serían filmadas consecutivamente, y luego decidieron no hacerlo, esperando ver la reacción a la primera película: "Íbamos a filmar dos de manera consecutiva. Entonces pensamos: 'Bueno, no nos adelantemos. Esto podría salir, y todos podrían odiarnos, y nunca volveríamos a trabajar. Entonces, no tengamos que sentarnos durante un año mientras esperamos que salga otra película que sabemos que a la gente no le va a gustar'.  Entonces, pensamos: 'Aprendamos de esto y veamos qué funciona y qué no'.  Pero definitivamente tenemos una idea de a dónde iríamos [con] esta rama de la historia y esperamos tener la oportunidad de hacerlo".
En septiembre de 2018, el productor Jason Blum dijo que "haremos una secuela si la película se presenta". En octubre de 2018, después del fin de semana de estreno de la película, McBride confirmó que el desarrollo temprano de una secuela había comenzado.
En febrero de 2019,  Collider confirmó exclusivamente que Scott Teems estaba en conversaciones como guionista, habiendo colaborado con Blumhouse Productions en varios proyectos en desarrollo. Teems también había escrito un tratamiento de historia para la película antes de las negociaciones. Blum, Akkad y Block regresarían como productores, mientras que se esperaba que Curtis, Greer y Matichak repitieran sus roles.
En junio de 2019, se informó que una secuela comenzaría a rodarse en septiembre de 2019, con Green volviendo a escribir el guion y dirigiendo y Curtis, Greer y Matichak repitiendo sus papeles de la película de 2018. En julio de 2019, se anunciaron los títulos y las fechas de lanzamiento de dos secuelas: Halloween Kills, que se lanzaría el 16 de octubre de 2020, y Halloween Ends, que se lanzaría el 15 de octubre de 2021. Green dirigiría ambas películas y coescribiría los guiones con McBride, y Curtis repetiría su papel en ambas películas. Teems fue confirmado como coguionista de Halloween Kills, mientras que se anunció que Paul Brad Logan y Chris Bernier co-escribirían Halloween Ends.
El 26 de julio de 2019, se confirmó que Nick Castle volvería para ambas secuelas de algunas escenas como Michael Myers con James Jude Courtney nuevamente interpretando a Myers para la mayoría de las películas.
El 26 de agosto de 2019, se anunció que Anthony Michael Hall se uniría al elenco como Tommy Doyle, un personaje interpretado por Brian Andrews en la película original de Halloween  y Paul Rudd en Halloween: La maldición de Michael Myers. El 30 de agosto de 2019, se anunció que Kyle Richards volvería a interpretar su papel como Lindsey Wallace de la película original.